# 101 Dalmatians II: Patch's London Adventure
101 chú chó đốm II: Chuyến phiêu lưu ở Luân Đôn của Patch (tiếng Anh: 101 Dalmatians II: Patch's London Adventure) là phần tiếp theo sau phần đầu của bộ phim Một trăm linh một chú chó đốm.
Câu chuyện bắt đầu khi chú cún Patch bị 98 chú chó con khác bỏ lại trong chuyến đi của gia đình nhà Roger đến nơi ở mới tại trang trại Cherry Tree, Little Devon.